# Mirela Barbălată
Mirela Barbălată, née le 23 octobre 1967, est une gymnaste artistique roumaine.

## Palmarès

### Championnats du monde
- Budapest 1983
  -  médaille d'argent au concours par équipes avec Lavinia Agache, Laura Cutina, Simona Renciu, Mihaela Stanulet et Ecaterina Szabo